# Nieczyn
Nieczyn (biał. Нетчын, Nietczyn; ros. Нетчин, Nietczin) – wieś na Białorusi, w obwodzie brzeskim, w rejonie lachowickim, w sielsowiecie Krzywoszyn.

## Warunki naturalne
Nieczyn leży na skraju dużego kompleksu leśnego. Przy wsi znajduje się antropogeniczny zbiornik Nieczyński. W pobliżu przepływa Szczara oraz położony jest rezerwat przyrody Puszcza Święcicka.

## Historia
W dwudziestoleciu międzywojennym wieś i folwark leżące w Polsce, w województwie nowogródzkim, w powiecie baranowickim, w gminie Krzywoszyn. W 1921 wieś liczyła 53 mieszkańców, zamieszkałych w 9 budynkach, wyłącznie Białorusinów wyznania prawosławnego. Folwark był wówczas niezamieszkały.
Po II wojnie światowej w granicach Związku Sowieckiego. Od 1991 w niepodległej Białorusi.